# Rond Vidar
Rond Vidar è un personaggio dei fumetti DC Comics. Comparve per la prima volta in Adventure Comics n. 349 (ottobre 1966), e fu creato da Jim Shooter, Mort Weisinger e Curt Swan.

## Biografia del personaggio
Rond era il figlio di Universo, un nemico della Legione dei Supereroi. Mandato a vivere in una famiglia sulla Terra, Rond si dimostrò un genio nella teoria temporale, e da bambino vinse un premio per l'invenzione del Cubo del Tempo, un dispositivo che poteva trasportare i suoi contenuti nel tempo. Successivamente, il Cubo del Tempo si dimostrò fondamentale per la Legione, che lo utilizzò per evtiare che Universo prendesse controllo sul mondo.
La Legione fece di Rond uno dei membri onorari, così che potesse continuare le sue ricerche, collaborando a numerosi esperimenti con il super intelligente Brainiac 5. Mentre fu fondamentale in molti avanzamenti temporali, inclusa la creazione del Faro del Tempo, permettendo un viaggio nel tempo più sicuro, gli esperimenti di Rond presero una piega disastrosa quando lanciarono il Professor Jaxon Rugarth in un nodo temporale trasformandolo in Infinite Man.

### Corpo delle Lanterne Verdi
Ad un certo punto nella carriera di Rond, i Guardiani dell'Universo lo reclutarono per diventare un membro sotto copertura del Corpo delle Lanterne Verdi, dato che le Lanterne Verdi, all'epoca, furono bandite sulla Terra. Rond accettò l'incarico e lo mantenne segreto, non comunicandolo nemmeno ai suoi compagni della Legione.
Considerando suo figlio (l'altra unica persona immune ai suoi poteri ipnotici) una minaccia per i suoi piani, Universo "uccise" Rond. Rond, tuttavia, sopravvisse all'attacco, ma decise di far credere al resto del mondo di essere morto, permettendogli di lavorare meglio sotto copertura. La verità (e la sua nuova identità) venne a galla quando aiutò a salvare Brainiac 5, Saturn Girl, Duo Damsel, e Mon-El durante l'attacco di Time Trapper, un nemico di vecchia data le cui manipolazioni causarono la morte di Superboy. A causa del bando delle Lanterne Verdi sulla Terra, lasciò il pianeta per non farvi più ritorno.

### Ritiro
Più avanti nella sua carriera, Rond formò uno stretto legame con l'ex Legionaria Laurel Gand, infine avendo una figlia da lei. Quando l'anello del potere di Rond fu distrutto in una battaglia contro il mago Mordru, Rond si ritirò dalla carriera super eroistica.
Dopo che la Legione fu "rilanciata" nel 1994, Rond fece comparse saltuarie come ricercatore del viaggio nel tempo, ma non si accennò mai né al suo passato di Lanterna Verde, né alla sua parentela, ed un nuovo Universo fu introdotto successivamente. Come parodia visiva, il nuovo Rond indossava un costume somigliante a quello indossato dalle varie incarnazioni del Dottore in Doctor Who.

### Post-Crisi infinita
Gli eventi della miniserie Crisi infinita ricostituirono un'analogia simile a quella della continuità della Legione Pre-Crisi, come visto nella storia di "The Lightning Saga" in Justice League of America e Justice Society of America, e nella storia "Superman and The Legion of Super-Heroes" in Action Comics.
In Final Crisis: Legion of 3 Worlds, Rond, come Lanterna Verde, fu rivelato essere un membro attivo della Legione. Fu anche conosciuto come l'ultima Lanterna Verde a causa del Corpo defunto e all'assenza dei Guardiani dell'Universo da una morta e decadente Oa. Tuttavia, non fu confermato se le Lanterne Verdi erano ancora bandite sulla Terra in questa continuità - l'assenza della statua di Rond Vidar nell'ala della Legione nel Museo di Superman indicherebbe che il bando era ancora in atto, e che Rond era un membro sotto copertura della squadra.
Rond fu membro di un piccolo gruppo di Legionari che andarono in salvataggio della Strega Bianca dalle grinfie di Mordru finché non incontrarono la Legione dei Supercriminali, che giunsero in aiuto dello stregone. Visibilmente sotto numero, Rond rimandò i suoi compagni sulla Terra per avvertire il resto della Legione dei Super Eroi prendere tempo contro i criminali finché non fu sottomesso da Saturn Queen e Superboy-Prime. Il padre di Rond, Universo, volle indietro l'anello della Lanterna Verde, ma Rond con aria di sfida affermò che suo padre non avrebbe mai avuto l'anello del potere e gli sputò in faccia prima di essere ucciso da Superboy Prime. Con la morte di Rond, l'anello si staccò da lui alla ricerca di un nuovo portatore, ma si perse senza Mogo e ritornò su Oa, dove fu depotenziato. Il corpo di Rond fu trovato e portato su Oa da Mon-El e Shadow Lass, dove incontrarono Sodam Yat, l'ultimo Guardiano. Yat condusse una cerimonia di cremazione per Rond prima di partire al seguito dei Legionari per aiutarli a sconfiggere Superboy Prime.